# 牢州 (广西)
牢州，中国唐朝时设置的州。
武德二年（619年）以巴蜀徼外蛮夷地置义州。贞观十一年（637年）以东北有牢石，更名牢州，徙治南流县（今广西壮族自治区玉林市），后废。乾封三年（668年），将军王杲平蛮獠复置牢州。土贡：布、银。一千六百四十一户，万一千七百五十六口。三县：南流县（本隶容州，武德四年析北流县置南流、定川、牢川三县，以南百步有南流江名之，乾封三年皆来属牢州）、定川县（本隶潘州，定川水名之）、宕川县（本隶潘州，因泸宕水名之）。天宝、至德为定川郡。
宋朝废入郁林州。
牢州刺史
- 耿仁忠（开元初年）
- 刘起伯（827年—828年）
- 羊某（僖宗时）[1]